# Station Kiryat Gat
Station Kiryat Gat (Hebreeuws: Taḥanat HaRakevet Kiryat Gat) is een treinstation in de Israëlische plaats Kiryat Gat.
Het station ligt aan de straat Heshvan, in de industriële zone van de stad.
Station Kiryat Gat ligt op het traject Beër Sjeva-Nahariya.
Het station werd geopend in juli 1960, maar werd 1979 tot 1997 gesloten.
Per dag trekt het station ongeveer 1850 reizigers.
| Eindbestemming      | Vorig station | Lijn                | Volgend station | Eindbestemming |
| ------------------- | ------------- | ------------------- | --------------- | -------------- |
| Beër Sjeva-Centraal | Lehavim Rahat | Beër Sjeva-Nahariya | Lod             | Nahariya       |